# Guillermo Hernández Sánchez
Guillermo Hernández Sánchez (* 25. Juni 1942 in Zacoalco de Torres, Jalisco), auch bekannt unter dem Spitznamen El Campeón, ist ein ehemaliger mexikanischer Fußballspieler, der in der Abwehr bzw. im defensiven Mittelfeld agierte. 

## Biografie

### Verein
Der etwa 50 km Luftlinie südwestlich von Guadalajara geborene Hernández begann seine Profikarriere 1963 in Diensten des in der Hauptstadt Jaliscos beheimateten Vereins Atlas Guadalajara, bei dem er bis 1967 unter Vertrag stand und mit dem er in der Saison 1965/66 Vizemeister der mexikanischen Primera División wurde. 1967 wechselte er an die Ostküste des Landes zum CD Veracruz, mit dem er in der Saison 1967/68 das Finale der Copa México erreichte, in dem er ausgerechnet auf seinen bisherigen Arbeitgeber traf und diesem mit 1:2 unterlag. 
Der bisher noch titellose Spieler wechselte 1969 in die mexikanische Hauptstadt zum Club América, mit dem er 1971 mexikanischer Meister wurde und drei Jahre später den Pokal gewann. Nach diesem Triumph wechselte er zum Puebla FC, in dessen Diensten er seine aktive Laufbahn in der Saison 1974/75 beendete. 

### Nationalmannschaft
Sein Debüt in der Nationalmannschaft gab el Campeón Hernández am 11. Mai 1966 in einem Spiel gegen Chile, das mit 1:0 gewonnen wurde. 
In seinen 55 Länderspielen erzielte der Defensivspieler zwei Treffer in den Spielen gegen Uruguay am 21. Mai 1968 und gegen Peru am 18. März 1970, die beide 3:3 endeten. 
Höhepunkte seiner Nationalmannschaftskarriere waren die Teilnahmen an den Fußball-Weltmeisterschaften 1966 und 1970. Während er 1966 alle drei Spiele der Mexikaner über die volle Distanz absolvierte, kam er bei der im eigenen Land ausgetragenen Weltmeisterschaft 1970 nur im Eröffnungsspiel gegen die Sowjetunion (0:0) zum Einsatz. 
Sein letztes Länderspiel bestritt Hernández am 18. Dezember 1973 im Rahmen der WM-Qualifikation 1974 gegen Haiti. Obwohl die Mexikaner dieses letzte Spiel der CONCACAF-Endrundengruppe mit 1:0 gewannen, fuhren an ihrer Stelle die unterlegenen Haitianer zur WM nach Deutschland, weil „el Tri“ in den vorherigen Spielen (die Hernández alle über die volle Distanz absolvierte) zu viele Punkte liegen gelassen hatte. 
Außerdem war er Teil der mexikanischen Auswahl bei den Olympischen Spielen 1964 in Tokio, bei denen seine Mannschaft aber schon in der Vorrunde scheiterte.

## Erfolge
- Mexikanischer Meister: 1970/71 (Vizemeister 1965/66)
- Copa México: 1974 (Finalist 1968)